# Bahnhof Großheirath

Der Bahnhof Großheirath ist ein ehemaliger Bahnhof in der Gemeinde Großheirath im oberfränkischen Landkreis Coburg in Bayern. Das Empfangsgebäude mit Güterschuppen an der Hauptstraße 2 ist ein geschütztes Baudenkmal.

## Geschichte
Die Direktion Erfurt der Preußischen Staatseisenbahnen errichtete den Bahnhof im Jahr 1900 als Teil der am 4. Dezember 1900 eröffneten Itzgrundbahn. Der Bahnhof liegt am nördlichen Ortsrand vom Dorf Großheirath, das die Bahnstrecke durchquerte. Das Empfangsgebäude wurde dabei als zweigeschossiger Backsteinbau mit Satteldach und mit einem Güterschuppen ausgeführt.
Im nördlichen Teil des Bahnhofs dienten zur Verladung von Ton der Adolf Gottfried Tonwerke, die in Nachbarschaft zum Bahnhof seit 1950 eine Tongrube betrieben. Dafür standen eine hohe Laderampe und eine 1954 gelieferte Gleiswaage zur Verfügung.
Am 1. Juni 1984 endete der Personenverkehr. Mit der Stillgelegung des Abschnitts Großheirath–Rossach der Itzgrundbahn wurde Großheirath zum 1. September 1995 zum Endbahnhof, bevor auch Großheirath nach dem Ende des Verkehrs im Jahr 2001 zusammen mit dem Rest der Strecke zum 31. Juli 2001 stillgelegt wurde. Im September 2004 wurden die Gleise rückgebaut. Im nördlichen Bahnhofsgelände wurde danach eine Baumzucht errichtet.
Das Empfangsgebäude, das als Baudenkmal in die Bayerische Denkmalliste eingetragen ist, wurde daraufhin von Til Clemens erworben, saniert und zu seinem Wohnhaus umgenutzt: Der ursprüngliche Grundriss des Gebäudes wurde wiederhergestellt und die noch vorhandene bauzeitliche Ausstattung aus der Zeit um 1900 erhalten. Die Oberflächen der historischen Böden, Putze und Anstriche wurden sorgfältig restauriert. Die Treppe aus der Entstehungszeit des Hauses wurde repariert. Die in späterer Zeit eingebauten modernen Fenster wurden durch denkmalgerechte Nachbauten der ursprünglichen, großen Stichbogenfenster ersetzt und wieder hölzerne, dem historischen Vorbild entsprechende Fensterläden angebracht. Für die vorbildliche Instandsetzung wurde der Bauherr und Eigentümer mit der Denkmalschutzmedaille 2019 des Bayerischen Staatsministeriums für Wissenschaft und Kunst ausgezeichnet.